# Leonídas Astéris
Leonídas Astéris (em grego:  Λεωνίδας Αστέρης; Istambul, 1936) é um ex-músico greco-turco, que exerceu o ofício de Arconte Protopsaltes da Grande Igreja de Cristo de 1985 a 2016.

## Biografia
Leonídas Astéris nasceu em 1936 em Istambul, cantando desde criança na Igreja de São Nicolau, em Yeniköy, e estudando com Panagiótis Konstantinídis. Começou a cantar na Catedral de São Jorge aos seus dez anos de idade, a convite do Arconte Lampadário da Grande Igreja de Cristo Thrasývoulos Stanítsas, e novamente aos treze anos, a convite desta vez de Konstantínos Príngos, então Arconte Protopsaltes da Grande Igreja de Cristo. Após, foi cantor em Gálata com Konstantinídis, e de 1958 a 1963 em Langa Bostanı, de 1963 a 1979 nas Adalar, e de 1979 a 1984 em Tataúla. Em 6 de janeiro de 1985, sucedeu Vasíleios Nikolaídis como Arconte Protopsaltes, assumindo o mais prestigioso título de praticantes da música bizantina.
Astéris tornou-se, ao longo de sua carreira, entusiasta da música ocidental, sendo renomado executor da mesma na Turquia e graduando-se na Mozarteum de Salzburgo após estudar com professores como Dietrich Fischer-Dieskau e Peter Schreier. Uma de suas performances em Salzburgo lhe rendeu o Prêmio Carl Orff. Ainda, Foi professor titular da Universidade da Macedônia. Em 2016, problemas de saúde o forçaram a aposentar-se e mudar-se para um asilo, abandonando seu título.